# Comuna Virliv, Zboriv
Virliv (în ucraineană Вірлів) este o comună în raionul Zboriv, regiunea Ternopil, Ucraina, formată din satele Hrabuzna și Virliv (reședința).

## Demografie
Componența lingvistică a comunei Virliv
     Ucraineană (100%)
Conform recensământului din 2001, toată populația comunei Virliv era vorbitoare de ucraineană (100%).